# Chùa Việt Nam

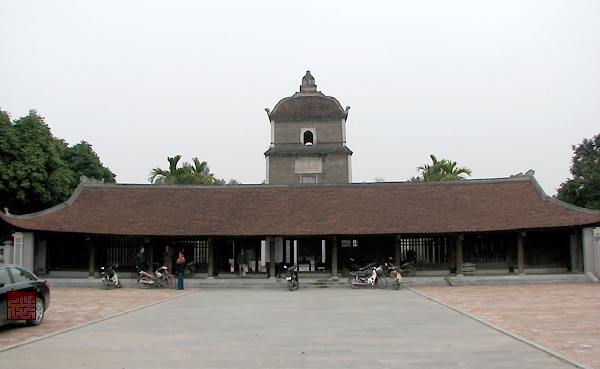
Chùa Dâu, Bắc Ninh

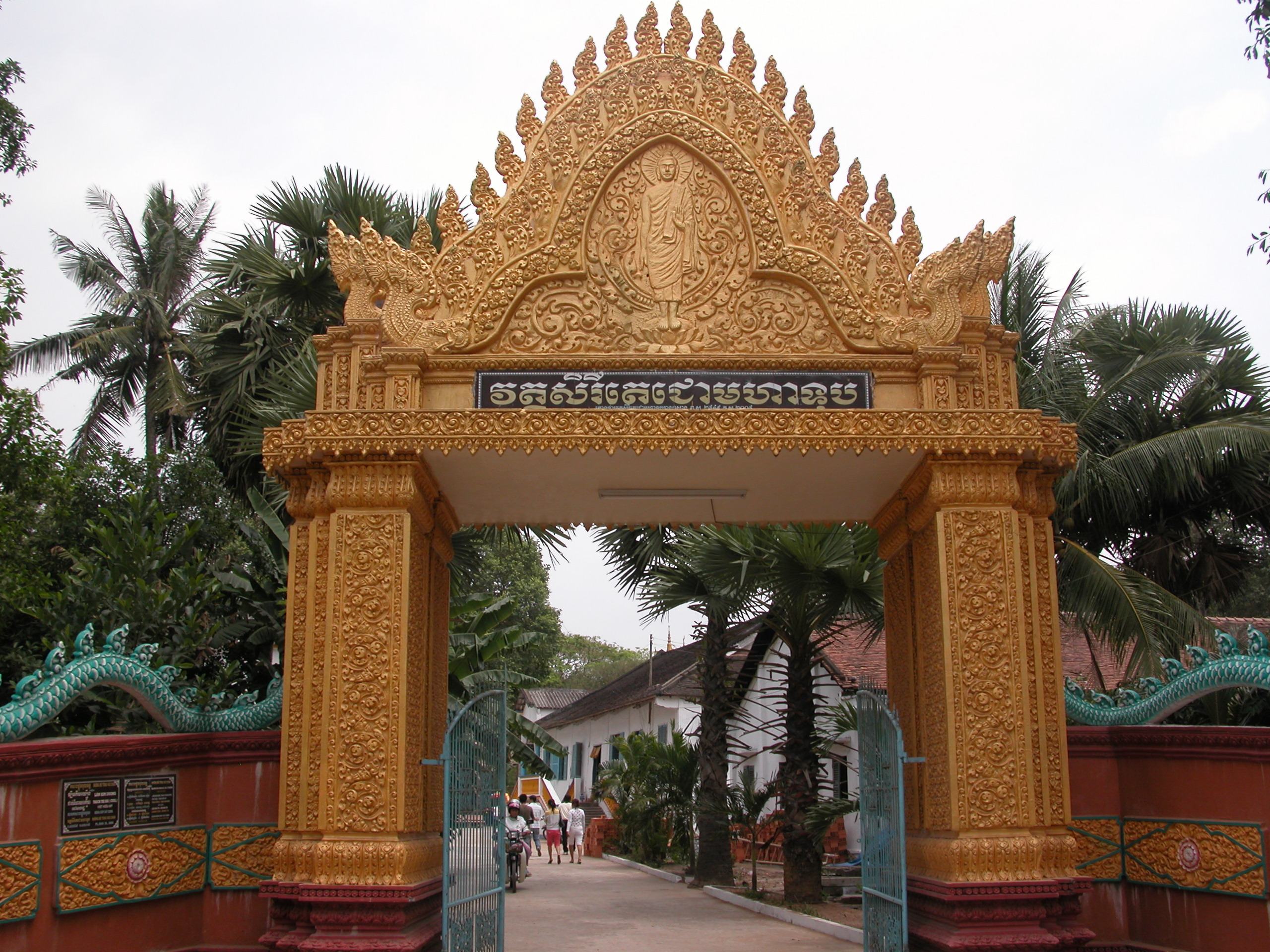
Chùa Dơi, Sóc Trăng

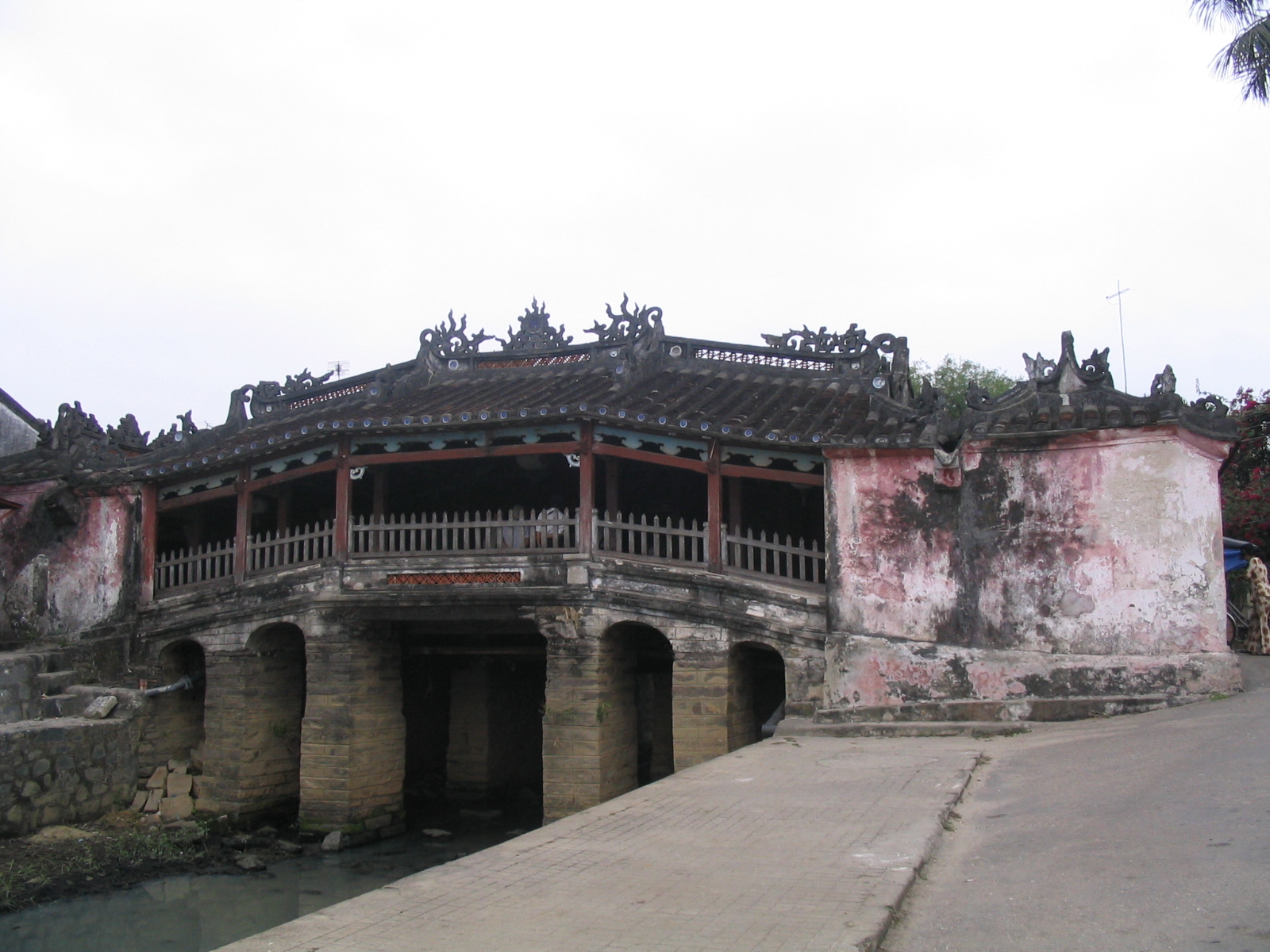
Chùa Cầu, Hội An

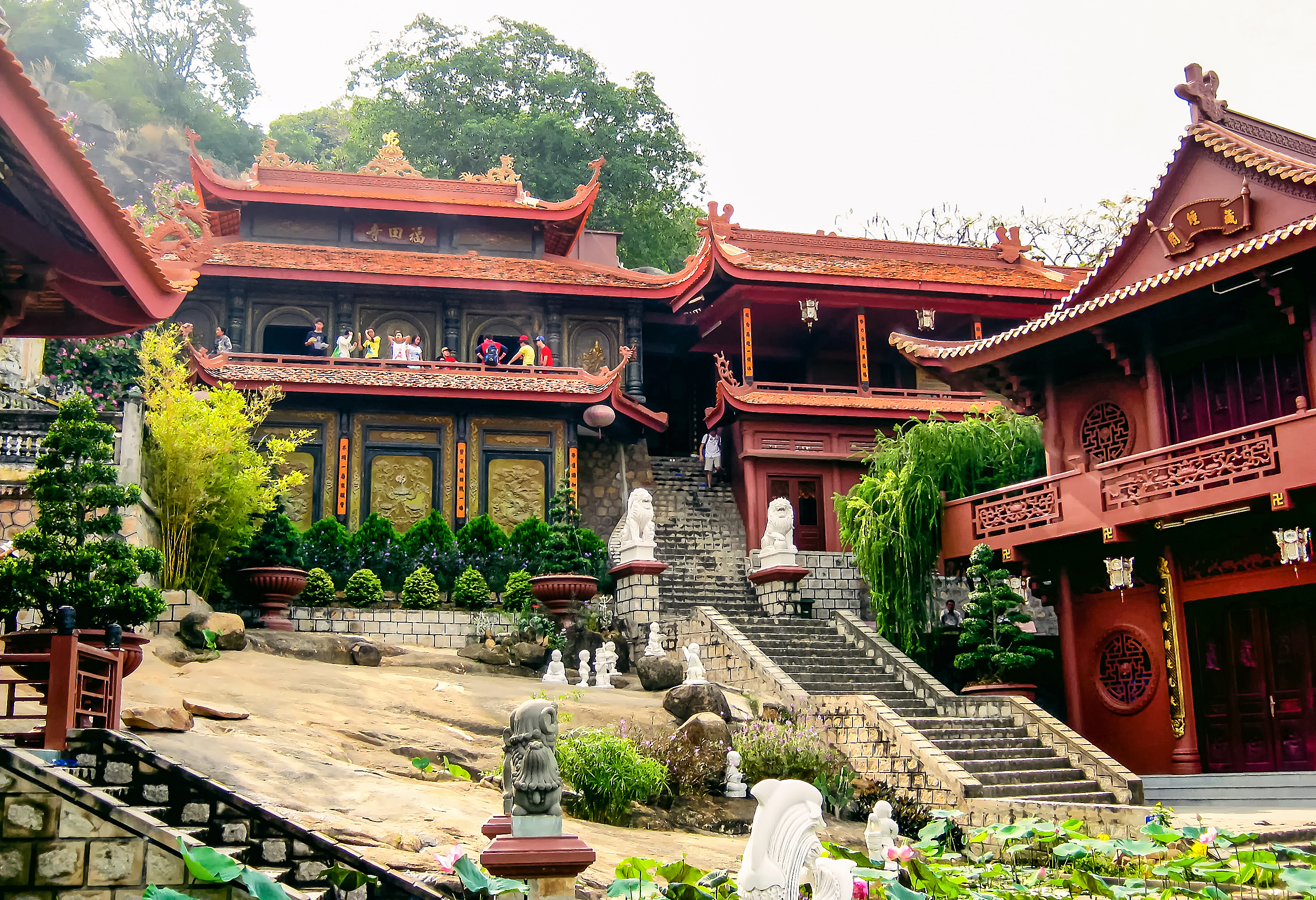
Chùa Phước Điền, An Giang

Chùa Việt Nam (gọi thông tục là Chùa chiền) là các ngôi chùa trên lãnh thổ Việt Nam. Ở Việt Nam hiện có 18.491 ngôi chùa, chiếm 36% tổng số di tích Việt Nam. Chùa là cơ sở hoạt động và truyền bá Phật giáo. Tuy nhiên, một số chùa Việt Nam ngoài thờ Phật còn thờ thần (điển hình là thờ các vị thiền sư: Từ Đạo Hạnh, Nguyễn Minh Không, Trần Nhân Tông và Lý Thần Tông), thờ tam giáo (Phật – Lão – Khổng), thờ Trúc Lâm Tam tổ... Để chỉ chùa thờ Phật, trong tiếng Việt còn có từ "chiền" (chữ Nôm: 廛 hoặc 纏). Một số người cho rằng từ "chiền" có thể có gốc từ cetiya của tiếng Pali hay caitya của tiếng Phạn, cả hai dùng để chỉ điện thờ Phật.

## Khái quát
Theo câu tục ngữ Việt Nam "đất vua, chùa làng", các ngôi chùa đa số là thuộc về cộng đồng làng xã. Xây chùa bao giờ cũng là một việc trọng đại đối với làng quê Việt Nam. Việc chọn đất xây chùa thường bị chi phối bởi quan niệm phong thủy. Xây dựng chùa, phải chọn đất tốt, ngày tốt, giờ tốt. Đất tốt là nơi bên trái trống không, hoặc có sông ngòi, ao hồ ôm bọc. Núi hổ (hay tay hổ) ở bên phải phải cao dày, lớp lớp quay đầu lại, hoặc có hình hoa sen, tràng phướn, long báu hoặc có hình rồng, phượng, quy, xà chầu bái. Đó là đất dương cơ ái hổ (nền dương có tay hổ) vậy. Nước thì nên chảy quanh sang trái. Nếu đảo ky, thì mạch nước lại vào ở phía trước. Trước mặt có minh đường hay không có đều được cả.
Các Chùa Việt Nam thường được xây dựng bằng các thứ vật liệu quen thuộc như tre, tranh cho đến gỗ, gạch, ngói... Nhưng người ta thường dành cho chùa những vật liệu tốt nhất có thể được. Vật liệu cũng như tiền bạc dùng cho việc xây dựng chùa thường được quyên góp trong mọi tầng lớp dân cư, gọi là của "công đức". Người ta tin là sẽ được hưởng phúc khi đem cúng vật liệu hay tiền bạc cho việc xây dựng chùa. Trên những cột gỗ lim không bị mối mọt, một số chùa khắc rõ tên người đóng góp. Ngoài ra các tên này cũng được ghi ở các bàn thờ bằng đá hoặc trên các đồ sành, sứ như bát hương, bình hoa, chân đèn... trong một danh sách dài.
Ngày bắt đầu xây dựng chùa cũng như ngày khánh thành đều là những thời điểm có ý nghĩa trong đời sống nhân dân làng quê Việt Nam. Thường có những nghi lễ đặc biệt trong những ngày này. Chùa Việt Nam thường không phải là một công trình mà là một quần thể kiến trúc, gồm những ngôi nhà sắp xếp cạnh nhau hoặc nối vào nhau. Tùy theo cách bố trí những ngôi nhà này mà người ta chia thành những kiểu chùa khác nhau. Tên các kiểu chùa truyền thống thường được đặt theo các chữ Hán có dạng gần với mặt bằng kiến trúc chùa.

## Theo cấu trúc

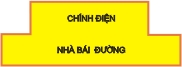
Mặt bằng chùa chữ Đinh

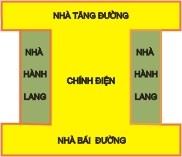
Mặt bằng chùa chữ Công

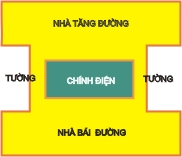
Mặt bằng chùa chữ Tam

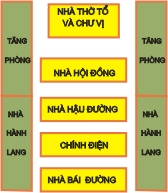
Mặt bằng chùa chữ Quốc

### Chùa chữ Đinh
Chùa chữ Đinh (丁), có nhà chính điện hay còn gọi là thượng điện, là nhà đặt các bàn thờ Phật, được nối thẳng góc với nhà bái đường hay nhà tiền đường ở phía trước. Một số chùa tiêu biểu kiểu kiến trúc này là chùa Hà, chùa Bộc (Hà Nội); chùa Nhất Trụ, chùa Bích Động (Ninh Bình); chùa Trăm Gian (Hà Nội); chùa Dư Hàng (Hải Phòng),...

### Chùa chữ Công
Chùa chữ Công (工) là chùa có 'nhà chính điện và nhà bái đường song song với nhau và được nối với nhau bằng một ngôi nhà gọi là nhà thiêu hương, nơi sư làm lễ. Có nơi gọi gian nhà nối nhà bái đường với Phật điện này là ống muống. Tiêu biểu kiểu kiến trúc này là chùa Cầu (Hội An); chùa Keo (Thái Bình)

### Chùa chữ Tam
Chùa chữ Tam (三) là kiểu chùa có ba nếp nhà song song với nhau, thường được gọi là chùa Hạ, chùa Trung và chùa Thượng. Chùa Kim Liên, chùa Tây Phương ở Hà Nội có dạng bố cục như thế này.

### Chùa kiểuNội công ngoại quốc
Chùa kiểu Nội công ngoại quốc là kiểu chùa có hai hành lang dài nối liền nhà tiền đường ở phía trước với nhà hậu đường (có thể là nhà tổ hay nhà tăng) ở phía sau làm thành một khung hình chữ nhật bao quanh lấy nhà thiêu hương, nhà thượng điện hay các công trình kiến trúc khác ở giữa. Bố cục mặt bằng chùa có dạng phía trong hình chữ Công (工), còn phía ngoài có khung bao quanh như bộ Vi (口) bao bên ngoài như ở chữ Quốc (國).
Đây là các dạng bố cục của các công trình kiến trúc chính. Ngoài ra, trong chùa còn có những ngôi nhà khác như nhà tổ, là nơi thờ các vị sư từng trụ trì ở chùa nay đã tịch, hoặc nhà tăng, nơi ở của các nhà sư và một số kiến trúc khác như gác chuông, tháp và tam quan. Chùa kiểu chữ Công (宮) là phổ biến hơn cả. Tuy nhiên có một số ngoại lệ, tiêu biểu là chùa Một Cột ở Hà Nội có hình dáng một bông sen nở trên mặt nước, hay ngôi chùa mới được xây cất như chùa Vĩnh Nghiêm có hai tầng ở Thành phố Hồ Chí Minh mang trong mình cả những nét truyền thống Phật giáo và cả những thành tựu của kiến trúc. Nhưng những ngoại lệ như vậy không nhiều.

## Kiến trúc

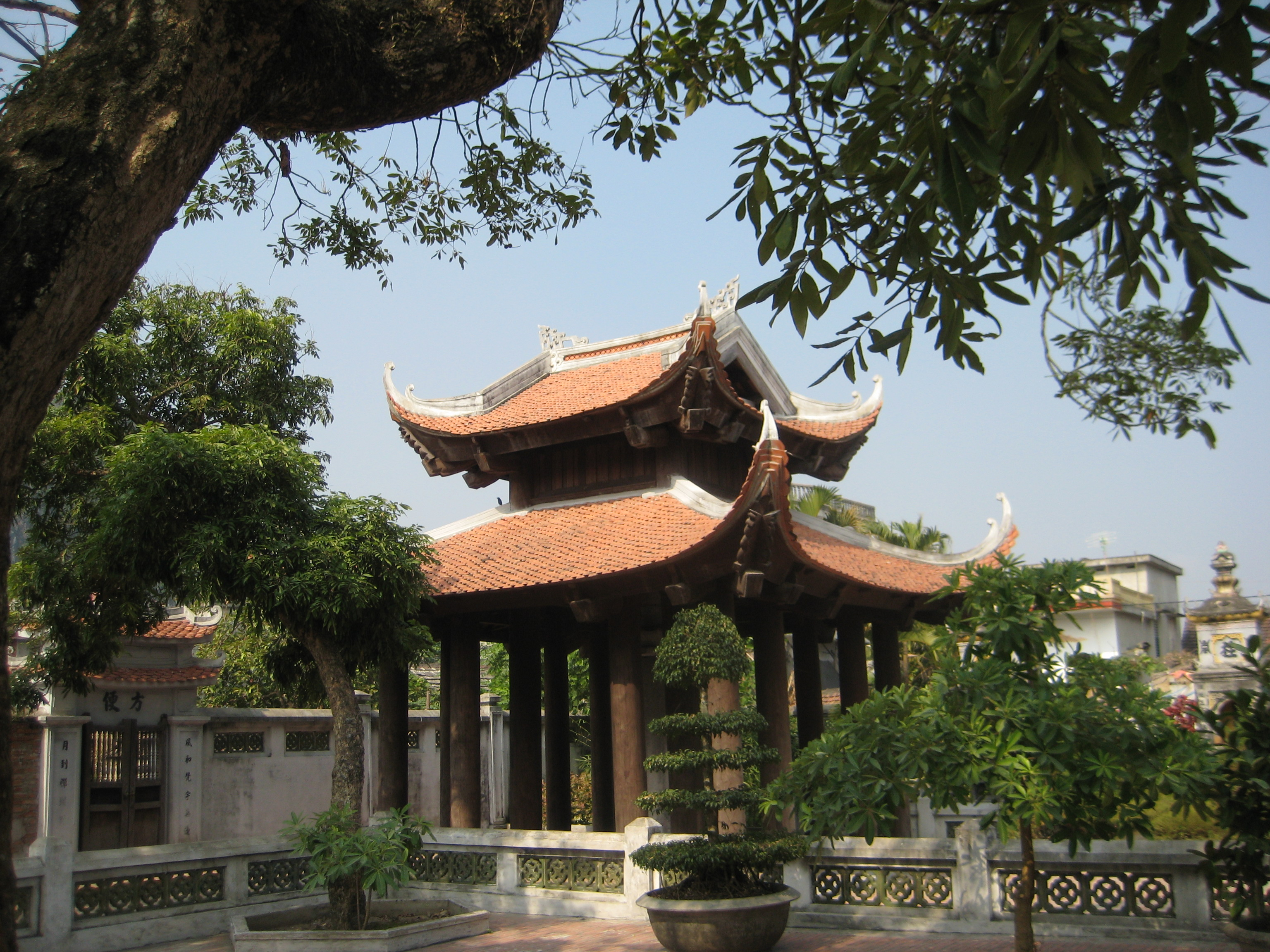
Cột kinh cổ nhất Việt Nam tại Chùa Nhất Trụ, Ninh Bình

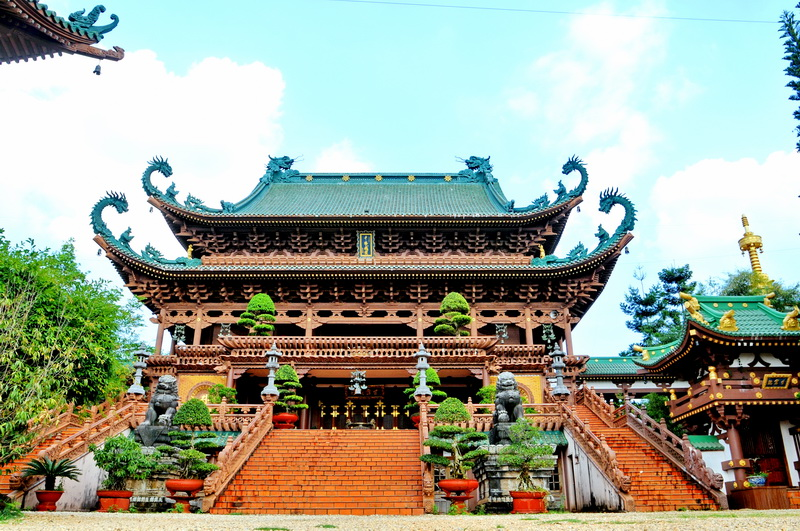
Chùa Minh Thành (Gia Lai), ngôi chùa mang đậm phong cách Nhật Bản tại Gia Lai.

Kiến trúc chùa Việt Nam được xây dựng và phát triển khá đa dạng qua các thời kỳ lịch sử khác nhau và không gian khác nhau, ở các phong cách kiến trúc địa phương. Chùa kiểu chữ Tam phổ biến hơn miền Nam hơn ở miền Bắc. Chùa của người Mường làm bằng tranh tre đơn giản. Chùa của người Khmer xây theo kiến trúc của Campuchia và Thái Lan - vốn ảnh hưởng văn hóa của đế chế Khmer. Chùa của người Hoa cũng có sắc thái kiến trúc riêng.

### Tam quan
Tam quan là bộ phận không thể thiếu trong thành phần chùa Việt Nam, là cổng vào chùa, thường là một ngôi nhà với ba cửa vào. Có nhiều chùa có hai tam quan, một tam quan nội và một tam quan ngoại. Tầng trên của Tam quan có thể dùng làm gác chuông.

### Sân chùa
Qua Tam quan là đến sân chùa. Sân của nhiều chùa thường được bày đặt các chậu cảnh, hòn non bộ với mục đích làm tăng thêm cảnh sắc thiên nhiên cho ngôi chùa. Diện tích của sân chùa phụ thuộc vào những điều kiện và đặc điểm riêng của từng chùa. Trong sân chùa, đôi khi có các ngọn tháp được xây dựng ở đây như ở chùa Dâu, chùa Thiên Mụ.

### Bái đường
Từ dưới sân chùa, lớp kiến trúc đầu tiên của ngôi chùa là nhà bái đường (hay còn gọi là tiền đường, nhà thiêu hương). Để đi được đến đây thường phải đi lên một số bậc thềm. Ở nhà bái đường có thể đặt một số tượng, bia đá ghi sự tích của ngôi chùa, có thể đặt cả chuông, khánh nếu như ngoài cửa Tam quan không xây gác chuông. Giữa bái đường là hương án, nơi thắp hương chính. Thông thường người đến lễ chùa thắp hương ở đây. Số gian của bái đường tùy thuộc vào quy mô của chùa, nhỏ nhất là 3 gian, thông thường là 5 gian.

### Chính điện
Qua nhà bái đường là chính điện. Giữa bái đường và chính điện có một khoảng trống không rộng lắm, để cho ánh sáng tự nhiên chiếu sáng. Nhà chính điện là phần quan trọng nhất của ngôi chùa vì nơi đây bày những pho tượng Phật chủ yếu của điện thờ Phật ở Việt Nam.

### Hành lang
Chạy song song với chính điện, nối chính điện với hậu đường là hai gian hành lang, tạo thành một nhà ba gian.

### Hậu đường
Qua nhà chính điện, theo đường hành lang ta đến nhà tăng đường (còn gọi là nhà hậu đường), cũng còn gọi là nhà tổ. Nhà hậu đường ở một số chùa trong miền nam Việt Nam liền sát sau nhà chính điện, ngay sau phía bàn thờ Phật.
Trong thực tế, chùa có nhiều biến thể khác nhau. Ở một số chùa, phía sau điện thờ Phật còn có điện thờ Thần, đó là loại chùa tiền Phật hậu Thần phổ biến ở miền Bắc Việt Nam. Có chùa có gác chuông ở phía trước, có chùa có gác chuông ở phía sau, có chùa gác chuông ở ngay trên cửa Tam quan, có chùa gác chuông lại ở trên nhà tổ. Một số chùa có ngôi tháp lớn ở trước mặt, như chùa Dâu ở tỉnh Bắc Ninh, chùa Phổ Minh ở tỉnh Nam Định, nhưng một số chùa khác lại đặt các tháp ở hai bên chùa hay có vườn tháp riêng như chùa Trấn Quốc ở Hà Nội, chùa Bút Tháp ở Bắc Ninh, Chùa Bổ Đà ở tỉnh Bắc Giang. Ngoài công trình chính, chùa Việt Nam thường có vườn cây, vườn hoa được trồng và chăm chút cẩn thận. Nhiều chùa có cả giếng, ao, hồ sen, vườn.

## Bài trí tượng thờ

Tượng Phật sơn son thếp vàng trong chùa (ảnh chụp tại chùa Trăm Gian, Hà Tây)

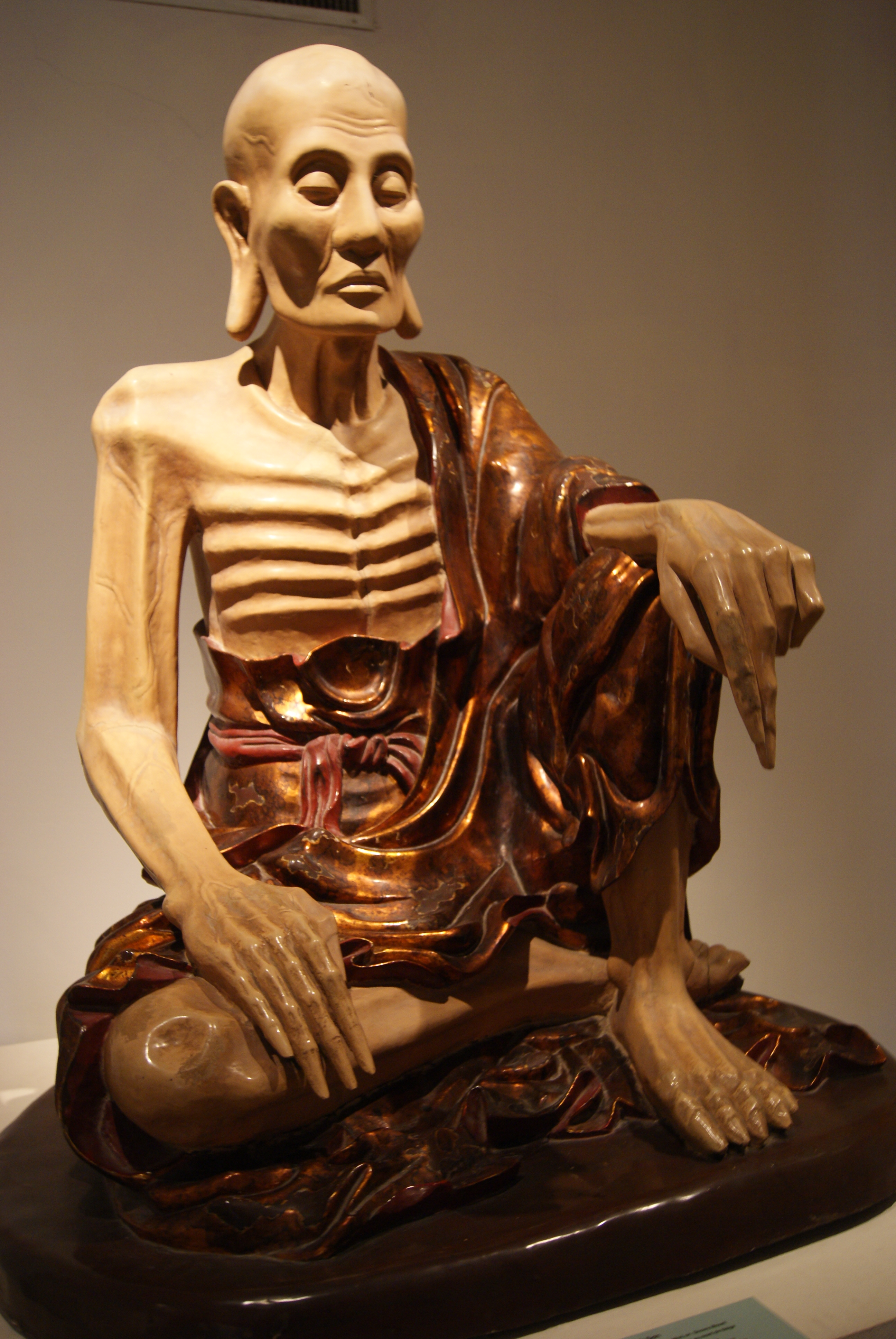
Tượng Phật chùa Tây Phương

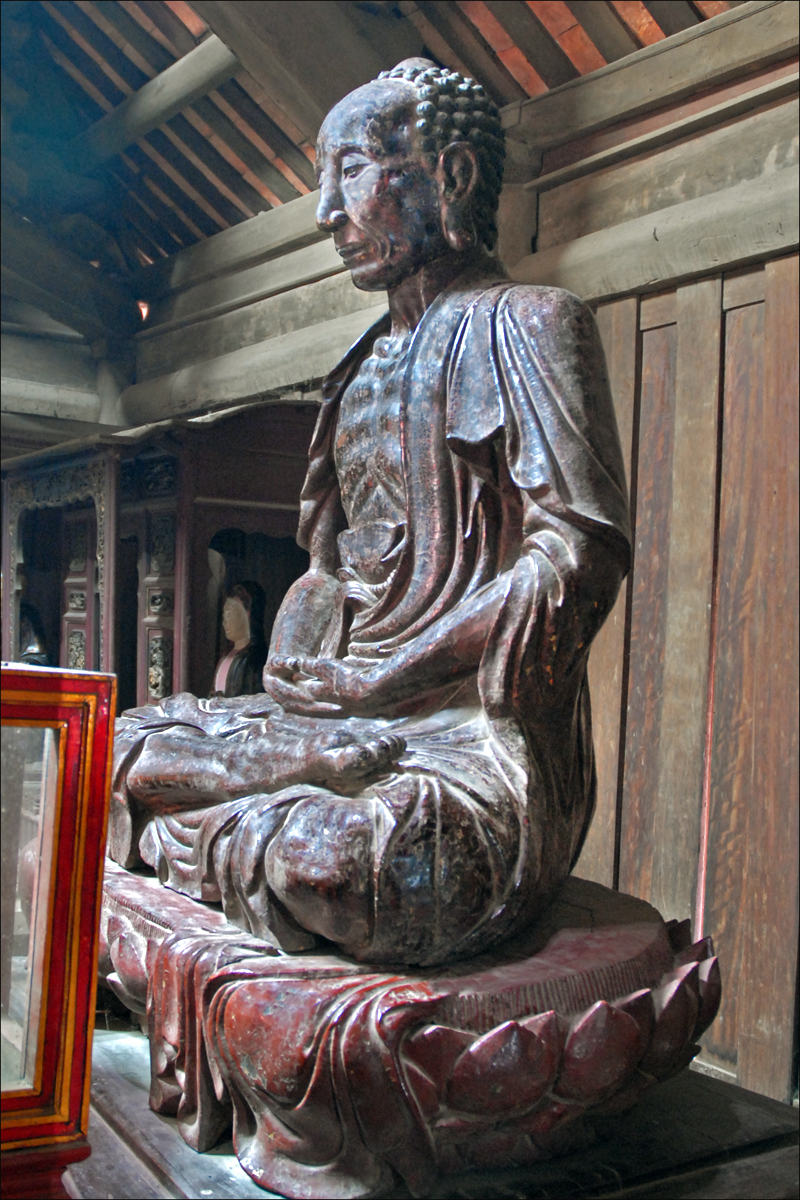
Tượng Phật tại chùa Bút Tháp

Do lịch sử truyền nhập Phật giáo ở Việt Nam, phần lớn chùa Việt Nam là chùa Đại thừa. Do đó, ở nhà chính điện cũng như các tòa nhà khác trong chùa, có bài trí, bày nhiều tượng Phật, Bồ Tát cùng với các tượng thuộc những hệ phái Phật giáo khác.

### Trong chính điện
Chính điện bao giờ cũng là nơi trung tâm của sự thờ cúng trong chùa. Ở đây có nhiều lớp bàn thờ làm thành bậc từ cao xuống thấp. Vị trí các tượng được thay đổi linh hoạt theo từng chùa. Có những chùa có rất nhiều tượng như chùa Mía ở Hà Tây, có tới 278 pho tượng, chùa Trăm Gian ở Hà Tây có 153 pho tượng... Các lớp bàn thờ được sắp xếp theo nguyên tắc sau: lớp bàn thờ cao nhất ở sâu trên cùng giáp mái chùa, sau đó các lớp bàn thờ đặt tượng cứ thấp dần, tiếp sau lớp bệ thờ cuối cùng bao giờ cũng là hương án. Nguyên tắc bài trí khá uyển chuyển và linh hoạt đối với mỗi chùa. Tuy vậy, một số nét chung thường thấy như sau
- Tầng cao nhất của bàn thờ ở chính điện, sát vách, thường có 3 pho tượng gọi là "Tam thế Phật", tức là các vị Phật của ba thời gian: quá khứ, hiện tại và vị lai. Một trong các Phật quá khứ là Phật A Di Đà, Phật hiện tại là Phật Thích Ca Mầu Ni, Phật tương lai sẽ là Bồ Tát Di Lặc (hiện tại đang thuyết giảng ở nội cung trời Đâu Suất, sẽ hạ sinh trong vài triệu năm nữa, sau khi Phật pháp bị trôi vào lãng quên). Ba tượng Tam thế có kích thước và hình dáng giống nhau, đỉnh đầu có gồ thịt nổi cao như búi tóc, tóc xoắn ốc, tai dài, ngực có chữ vạn (+), mình có sắc hoàn kim sáng rực, mặt nguyệt. Ba pho tượng Tam thế được đặt ngồi trên tòa sen.
- Phía dưới ba pho tượng trên thường xếp ba pho tượng gọi là "Di Đà tam tôn" (còn gọi là "Tây phương tam thánh") gồm tượng Phật A Di Đà ở giữa, tượng Bồ Tát Quán Thế Âm (tiếng Phạn: Avalokiteśvara) ở bên trái và tượng Bồ Tát Đại Thế Chí ở bên phải. Tượng Phật A Di Đà thường có kích thước lớn hơn các tượng khác. Tượng A Di Đà ở chùa Phật Tích cao 1,82 m, trong tư thế ngồi toạ thiền, không kể bệ và đài sen; tượng này ở chùa Bần Yên Nhân (Hưng Yên) cao tới 2 m, không kể bệ và đài sen. Hai tượng còn lại là hai vị thị giả giúp việc cứu thế cho Phật A Di Đà nên thường được tạc kiểu đứng chầu bên cạnh. Bộ "Di Đà tam tôn" được đặt ở tầng thứ hai để tỏ ý là mặc dù các ngài ở cõi Cực lạc nhưng vẫn có duyên và gần gũi với cõi Sa bà này, gần gũi với chúng sinh.
- Dưới ba pho tượng "Di Đà tam tôn", đã nói bên trên, thường là tượng Phật Thích Ca Mầu Ni (còn gọi là Thích ca giáo chủ) ngồi giữa với tượng Bồ Tát Văn Thù Sư Lợi ở bên trái và tượng Bồ Tát Phổ Hiền ở bên phải. Thích Ca ngồi trên tòa sen, còn Văn Thù và Phổ Hiền đứng trên tòa sen. Bộ ba tượng này thể hiện cảnh Phật Thích Ca Mầu Ni đang thuyết pháp. Có nhiều nơi, thay vào vị trí của Văn Thù và Phổ Hiền là hai đệ tử của Thích Ca là Ca Diếp và A Nan Đà khi Phật Thích ca còn đang ở thế gian.
- Ở lớp ban thờ thứ tư, chiếm vị trí ở giữa là tượng Cửu Long. Hai bên là tượng Đế Thích và Phạm Thiên. Tượng Cửu Long diễn tả Phật Thích Ca Mầu Ni lúc mới sinh. Theo truyền thuyết, khi ngài mới giáng sinh, có chín con rồng xuống phun nước cho ngài tắm. Tắm xong, ngài tự đi được bảy bước về phía trước, tay trái chỉ lên trời, tay phải chỉ xuống đất mà nói "Thiên thượng, thiên hạ, duy ngã độc tôn" (trên trời, dưới trời chỉ có một ta), xong ngài lại nằm xuống theo kiểu con trẻ. Đế Thích là vua chủ tể cõi trời dục giới, còn Phạm Thiên là vua chủ tể cõi trời sắc giới. Vì là vua nên tượng các vị được tạc theo chân dung hoàng đế: đội mũ miện, ngồi trên ngai.

Trên bàn thờ chính ở nhà thượng điện, ngoài tượng Phật A Di Đà, Phật Thích Ca, ở một số chùa còn có tượng Phật Di Lặc. Tượng được tạo với bộ mặt tươi cười, áo phanh, để hở cái bụng to. Thường hai bên tượng này, người ta còn đặt ở bên trái tượng Pháp hoa lâm Bồ Tát, bên phải là Đại diệu tướng Bồ Tát, gọi chung là Di Lặc Tam Tôn. Ngoài ra, ở một số chùa, sau lớp tượng Cửu long, người ta còn bày bốn pho tượng Tứ Thiên Vương. Đó là bốn vị Thiên Vương phân nhau cai quản bốn cõi ở bốn phía núi Tu-di, nơi ngự trị của Đế Thích. Có chùa lại bày tượng Tứ Bồ Tát vào vị trí của Tứ Thiên Vương. Những chùa rộng rãi còn bày thêm tượng tám vị Kim cương (Bát bộ Kim cương) ở hai bên sát chính điện, mỗi bên bốn vị, mặc giáp trụ và cầm vũ khí.
Tượng Phật bà nghìn mắt nghìn tay cũng thấy được bày bổ sung vào điện chính. Cần lưu ý là các tượng Đức Quan thế âm có nhiều biến thể nhất trong các chùa ở Việt Nam và các biến thể này hầu hết lại được diễn tả bằng hình tướng nữ: Phật bà Quan Âm nghìn mắt nghìn tay, Quan Âm Thị Kính. Cũng ở nhà chính điện, ở hai bên dãy bàn thờ chư Phật có thể gặp lại tượng thờ Thái thượng Lão quân ở bên phải và Khổng Tử ở bên trái. Đây là hai vị tổ của Đạo giáo và Nho giáo được thờ trong điện thờ Phật của các chùa để diễn tả tư tưởng "Tam giáo đồng nguyên" của xã hội Việt Nam xưa.

### Trong bái đường

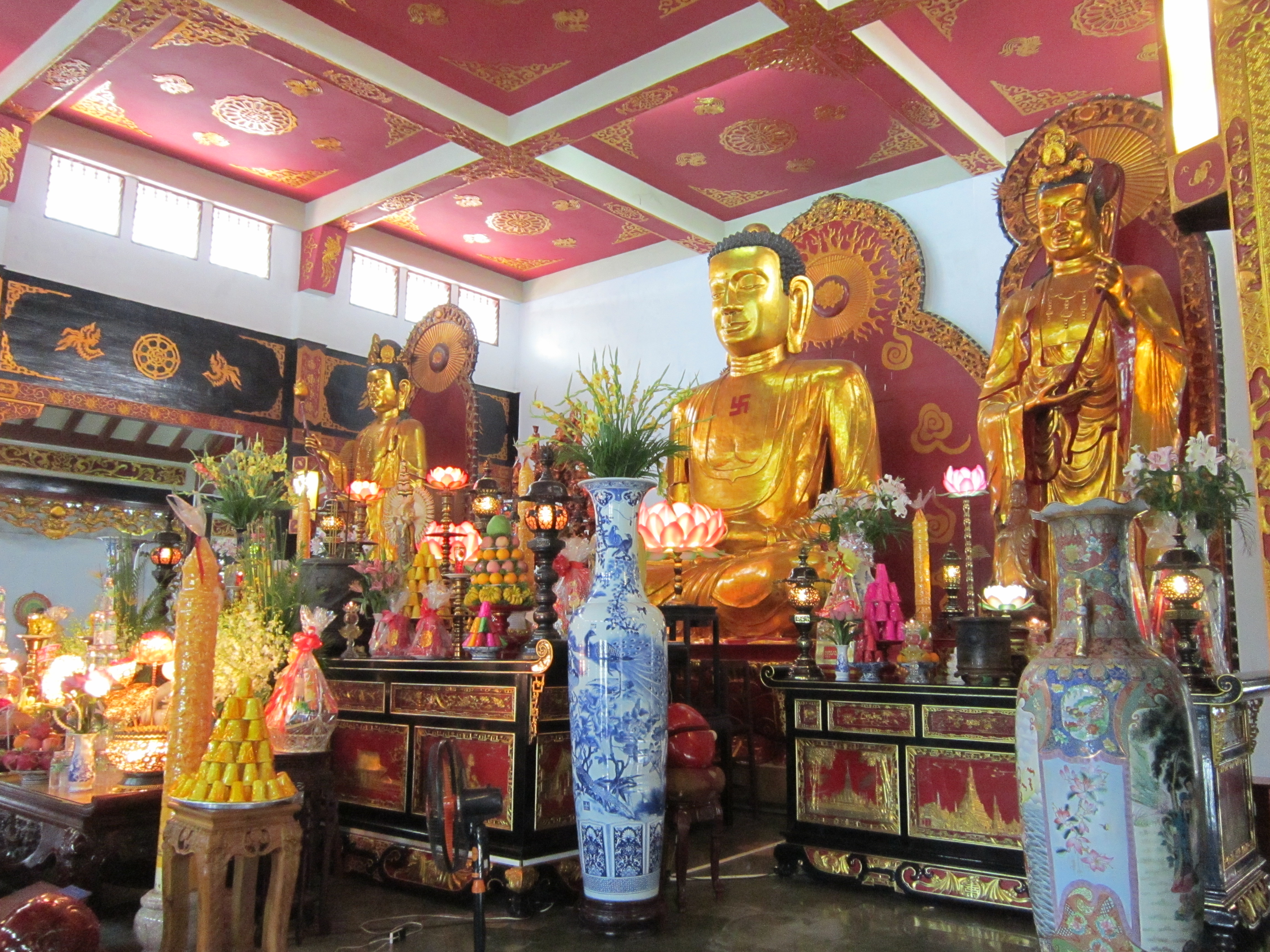
Tượng bày trong bái đường chùa Vĩnh Nghiêm, TP HCM

Trong nhà tiền đường (gian bên cạnh của nhà bái đường) thường có hai tượng Hộ pháp là những vị thần bảo vệ Phật Pháp, mặc giáp trụ, cầm vũ khí, đứng hoặc ngồi trên lưng sấu, một loại sư tử huyền thoại. Kích thước của tượng rất lớn, đắp bằng đất thó. Dân gian vẫn nói "to như ông Hộ pháp" là cách nói so sánh với hai tượng này. Còn một số thuyết khác, đã thành phổ biến, cho rằng tượng vị bên trái là Khuyến thiện (gọi tắt là ông Thiện), tượng vị bên phải là Trừng ác (gọi tắt là ông Ác). Theo thuyết này thì việc bày đối xứng hai tượng ông Thiện-Ác nói lên sự tồn tại biện chứng của hai bản nguyên Thiện-Ác.
Ở phía Đông nhà bái đường có ban thờ tượng Thổ địa thần, có một số chùa đưa tượng này ra thờ riêng ở một miếu bên cạnh chùa. Ở một số chùa, bên cạnh thờ Thổ địa thần ta gặp bàn thờ Long thần. Theo truyền thuyết, Long vương vốn lúc đầu định hãm hại Phật tổ, phá hoại sự nghiệp của Phật, không cho thành chính quả nhưng đã không phá nổi nên đã quy Phật và hộ trì Phật pháp.
Phía Tây nhà bái đường thường có pho tượng Thánh tăng. Tượng này được bày nhiều nhất ở nhà tăng đường (nhà tổ). Ở nhà tổ, ngoài tượng các vị sư từng trụ trì ở chùa, còn có bàn thờ đặt tượng Bồ Đề Đạt Ma, nhà sư Ấn Độ đến Trung Hoa vào khoảng đầu thế kỷ 6, được coi là người sáng lập Thiền Tông ở đó. Ở nhà bái đường, đôi khi còn có các bàn thờ mười vị Diêm Vương, được gọi là thập điện Diêm Vương, tức mười vị vua cai quản mười tầng địa ngục.

### Nhà hành lang
Nhà hành lang có thể là hai dãy nhà chạy song song ở hai bên nhà chính điện. Cũng có thể là hai dãy như vậy mà chung mái với nhà điện chính và mang đúng nghĩa là hành lang, theo hai lối hành lang này có thể đi tiếp vào hậu đường. Người ta thường bày tượng 18 vị Tổ truyền đăng, mỗi bên 9 tượng. Có chùa như chùa Keo ở Thái Bình, các tượng Tổ truyền đăng được bày ngay ở tiền đường. Còn ở chùa Tây Phương, Hà Tây lại là các tượng Tổ (trong 28 vị) người Ấn Độ mà Thiền tông Trung Quốc thừa nhận. Kích thước tượng Tổ truyền đăng tương tự như người thực, các vị ngồi trên tảng đá hay gốc cây, mỗi vị có một tư thế riêng, có dáng đang duy nghĩ trầm mặc. Sự đông đảo và đa dạng của các pho tượng này đã cho ra đời một thành ngữ "bày la liệt như La Hán". Cũng có khi tượng La Hán được bày ở nhà hậu đường.

### Nhà tăng đường
Nhà tăng đường còn gọi là nhà hậu đường vì nằm sau chính điện, có thể được xây tách rời hoặc liền sát với chính điện. Cách bố trí tượng thờ ở nhà hậu đường cũng khá đa dạng, nhưng có thể hình dung một công thức sau: Gian giữa của nhà tăng đường thường có bày tượng Thánh tăng (còn gọi là A-nan-đà) và tượng Đức tổ Tây. Đức tổ Tây có pháp danh là Bồ-đề-đạt-ma. Ngài được coi là sư tổ thứ nhất của Thiền tông ở Trung Quốc.
Ở nhà hậu đường của một số chùa còn bày tượng Quan Âm tống tử và Quan Âm tọa sơn. Hai bên tượng Quan Âm tống tử thường có hai tượng Kim đồng và Ngọc Nữ, hay hai tượng Thiện tài và Long nữ. Chùa Việt Nam còn có một điều đặc biệt đó là có các bàn thờ chư vị tức là các vị thánh của Đạo giáo và tín ngưỡng dân gian. Đó là bàn thờ Mẫu, tức nữ thần mẹ. Có nhiều Mẫu như: Mẫu Thượng Ngàn, Mẫu Thoải, Mẫu Địa Phủ, Mẫu Liễu, Tứ pháp...
Trong một số chùa, đằng sau điện thờ Phật là hậu cung thờ một vị thần. Các vị thần được thờ đều là những "nhân thần", có nghĩa là những con người được coi là có thực, nhưng về sau nhờ học tập, tu luyện, đã có tài thần thông biến hóa, nghĩa là có những khả năng của một vị thần. Nhờ những khả năng đó, họ cứu dân giúp nước và vì vậy, họ được nhân dân một vùng hay nhiều vùng thờ phụng. Ngoài ra, các nhân vật lịch sử thực sự cũng được thờ tại chùa. Họ là những ông quan, những danh sĩ hay những vị tướng đã có công với nước hay với nhân dân một vùng như Mạc Đĩnh Chi, trạng nguyên thời nhà Trần được thờ ở chùa Dâu, Bắc Ninh hay Đặng Tiến Đông, vị tướng thời nhà Tây Sơn, được thờ ở chùa Trăm Gian, Hà Tây. Trong các chùa này, thường có tượng chân dung các nhân vật lịch sử được thờ.
Một hình thức thờ tự khác gắn với các chùa Việt Nam là thờ "hậu". Hình thức này có mối liên hệ với tập tục thờ cúng tổ tiên đã hình thành lâu đời ở Việt Nam. Nhiều người không có con muốn được thờ cúng sau khi chết, đã tìm đến nhà chùa. Họ đóng góp cho chùa một số tiền hay ruộng đất và xin nhà chùa cúng lễ họ sau khi chết. Sự thờ cúng này gọi là thờ "hậu". Trong nhiều chùa, bàn thờ "hậu" thường là một hành lang với những bát hương, đặt trước những tấm bia đá, gọi là bia "hậu", trên đó có khắc rõ tên tuổi, quê quán của những người không có con cháu nối dõi, thường là cả vợ và chồng, cùng với số tiền họ đóng vào chùa và yêu cầu được thờ ở chùa. Ở chùa Cổ Lễ Nam Định, các bia hậu được gắn dày đặc trên tường hành lang bao quanh chính diện.

## Các pháp bảo

### Cái bát
Bát là một trong 6 vật dụng của nhà sư. Cái bát bắt nguồn từ truyền thuyết kể về chiếc bát khất thực. Ở các tượng của Phật A-di-đà hay Thích Ca Mâu Ni có thể đôi khi bắt gặp cái bát trên hai tay.

### Liên hoa
Liên hoa (hay hoa sen) tượng trưng cho diệu pháp của đạo Phật, cùng một lúc có cả hoa và quả, sinh nở ra nhiều điều tốt lành. Trong điêu khắc và hội họa Phật giáo, hoa sen thường xuyên được xuất hiện. Chư Phật, Chư Bồ Tát đều ngồi trên tòa sen và những người được Phật độ về cõi Tây phương Cực lạc đều ngồi trên tòa sen.

### Chuông chùa
Ở mọi thời đại, chuông được dùng để thức tỉnh và gọi. Tiếng chuông ngân lên rồi tắt lụi, có thể nghe được mà không bắt được. Sự vô thường của thế giới hiện hữu là một tư tưởng của Phật giáo. Mọi thứ đều sẽ tàn lụi, chúng hiện hữu trong cảm giác người quan sát nhưng lại không có thực. Giống như tiếng chuông, mọi thứ đều nhất thời. Theo nghi lễ Phật giáo, chuông được dùng để kêu gọi tín đồ cầu nguyện và lễ Phật. Có hai loại chuông: chuông to dùng để treo trên gác Tam quan hay ở nhà Bái đường, có thể nặng tới vài trăm kg; loại chuông thứ hai là chuông nhỏ hơn, tượng trưng, thường đặt ở tay một số vị thánh như Tứ đại Thiên Vương hay Quan Âm nghìn mắt nghìn tay.

### Gương
Chiếc gương tượng trưng cho sự hư không và nó phản ánh tất cả mọi yếu tố của thế giới hiện hữu nhưng lại thu lấy bản chất của chúng. Thế giới hiện tượng được phản chiếu đầy đủ nhưng toàn thể bản chất chỉ là hư ảo, mọi sự chỉ là ý tưởng chủ quan mà người ta có vật ấy, Vì thế, gương diễn tả sự phù du của ảo ảnh vật chất. Gương có thể được đặt trên tay của Quan Âm nghìn mắt nghìn tay hay một vài pho tượng Tôn giả.

## Một số ngôi chùa
- An Giang: Chùa Phước Điền, Chùa Phật Lớn, Chùa Tây An
- Bắc Ninh: Chùa Bổ Đà, Chùa Vĩnh Nghiêm,..., Chùa Bút Tháp, Chùa Dâu, Chùa Phật Tích,
- Lâm Đồng: Thiền viện Trúc Lâm Đà Lạt, Chùa Linh Phước
- Khánh Hòa: Chùa Long Sơn,Thiền viện Trúc Lâm (Nha Trang)
- Đà Nẵng: Chùa Cầu
- Hà Nội: Chùa Thầy, Chùa Hương, Chùa Tây Phương, Chùa Trăm Gian, Chùa Một Cột, Chùa Trấn Quốc, Chùa Quán Sứ,...
- Hải Phòng: Chùa Dư Hàng, chùa Tường Long, Chùa Trăm Gian, Chùa Côn Sơn, Chùa Thanh Mai
- Hưng Yên: Chùa Chuông, Chùa Thái Lạc, Chùa Keo
- Huế: Chùa Thiên Mụ, Chùa Quốc Ân, Chùa Từ Đàm, Chùa Từ Hiếu, Chùa Huyền Không Sơn Thượng
- Ninh Bình: chùa Bái Đính, chùa Bích Động, chùa Non Nước, chùa Nhất Trụ, Chùa Long Đọi, Chùa Tam Chúc, Chùa Bà Đanh, Chùa Keo Hành Thiện, Chùa Phổ Minh, Chùa Cổ Lễ...
- Quảng Ninh: Chùa Quỳnh Lâm, Chùa Yên Tử, Chùa Ba Vàng...
- Quảng Ngãi: Chùa Hang, Chùa Thiên Ấn
- Sóc Trăng: Chùa Dơi
- Thành phố Hồ Chí Minh: Chùa Vĩnh Nghiêm, Chùa Giác Lâm, Chùa Ấn Quang, Chùa Xá Lợi, Việt Nam Quốc Tự
- Đồng Tháp: Chùa Vĩnh Tràng, chùa Pháp Bảo, chùa Phổ Đức,...
- Phú Thọ: Chùa Đại Bi, chùa Cát Tường, Chùa Vĩnh Khánh, Thiền Viện Trúc Lâm Tây Thiên,...

Một chương trình tư liệu truyền hình mang tên Chùa Việt Nam được phát sóng trong giai đoạn 2011 - 2018 trên kênh truyền hình An Viên - BTV9, được xây dựng dựa trên nền tảng tư tưởng, giáo lý nhà Phật và văn hóa truyền thống của dân tộc, là chương trình giới thiệu về lịch sử, sự hình thành và các điểm đặc trưng của các ngôi chùa trên cả nước.

## Hình ảnh

Chùa ThầyChùa Thầy
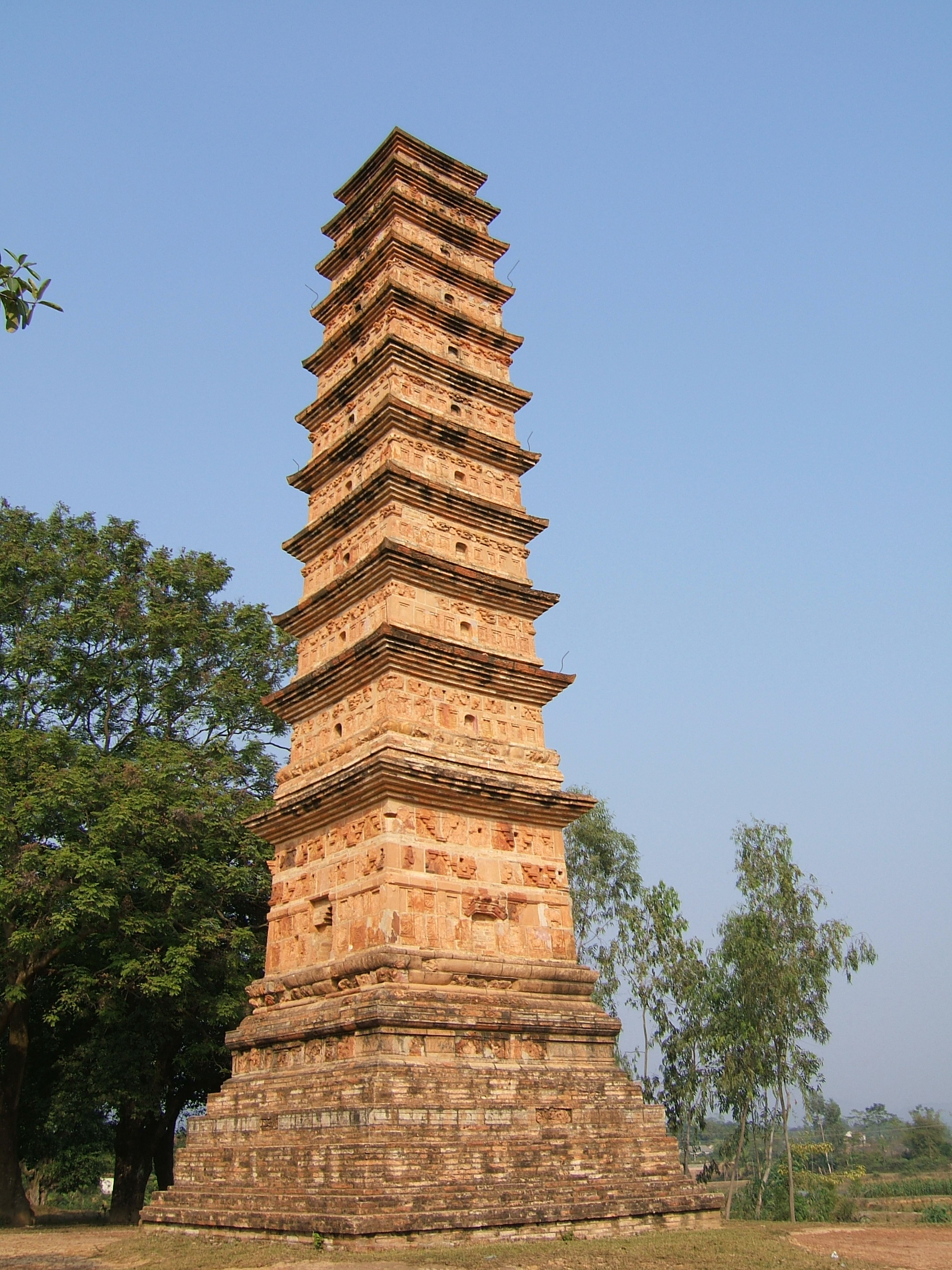
Tháp chùa Vĩnh Khánh
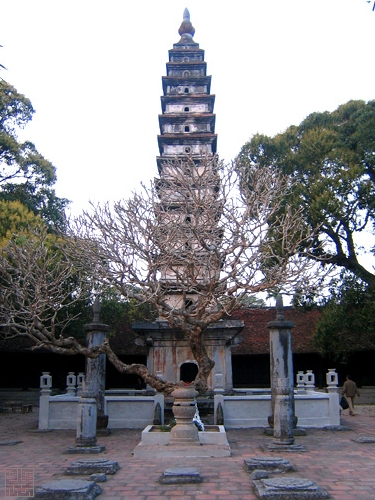
Tháp chùa Phổ Minh
Chùa MíaChùa Mía
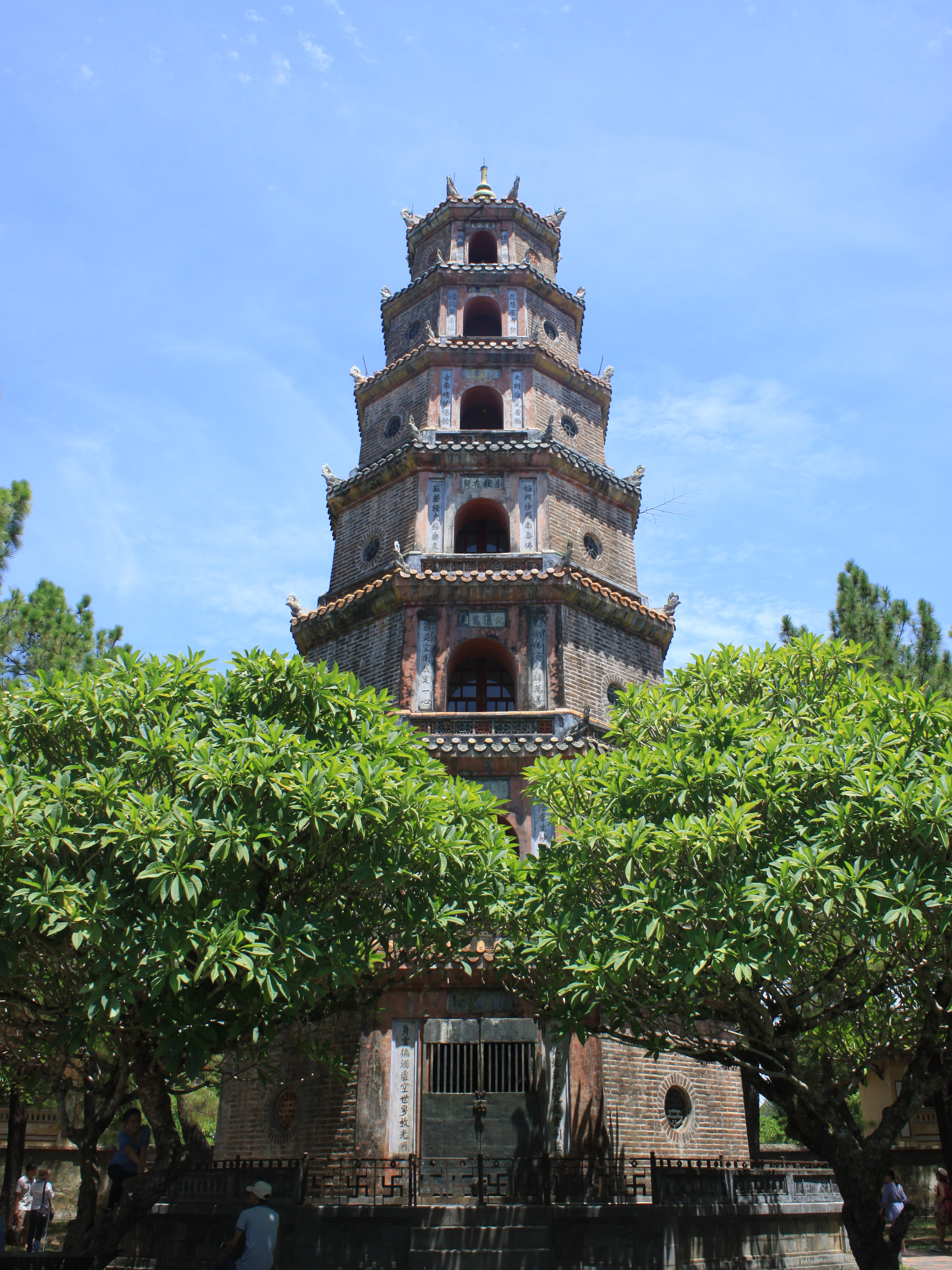
Chùa Thiên Mụ
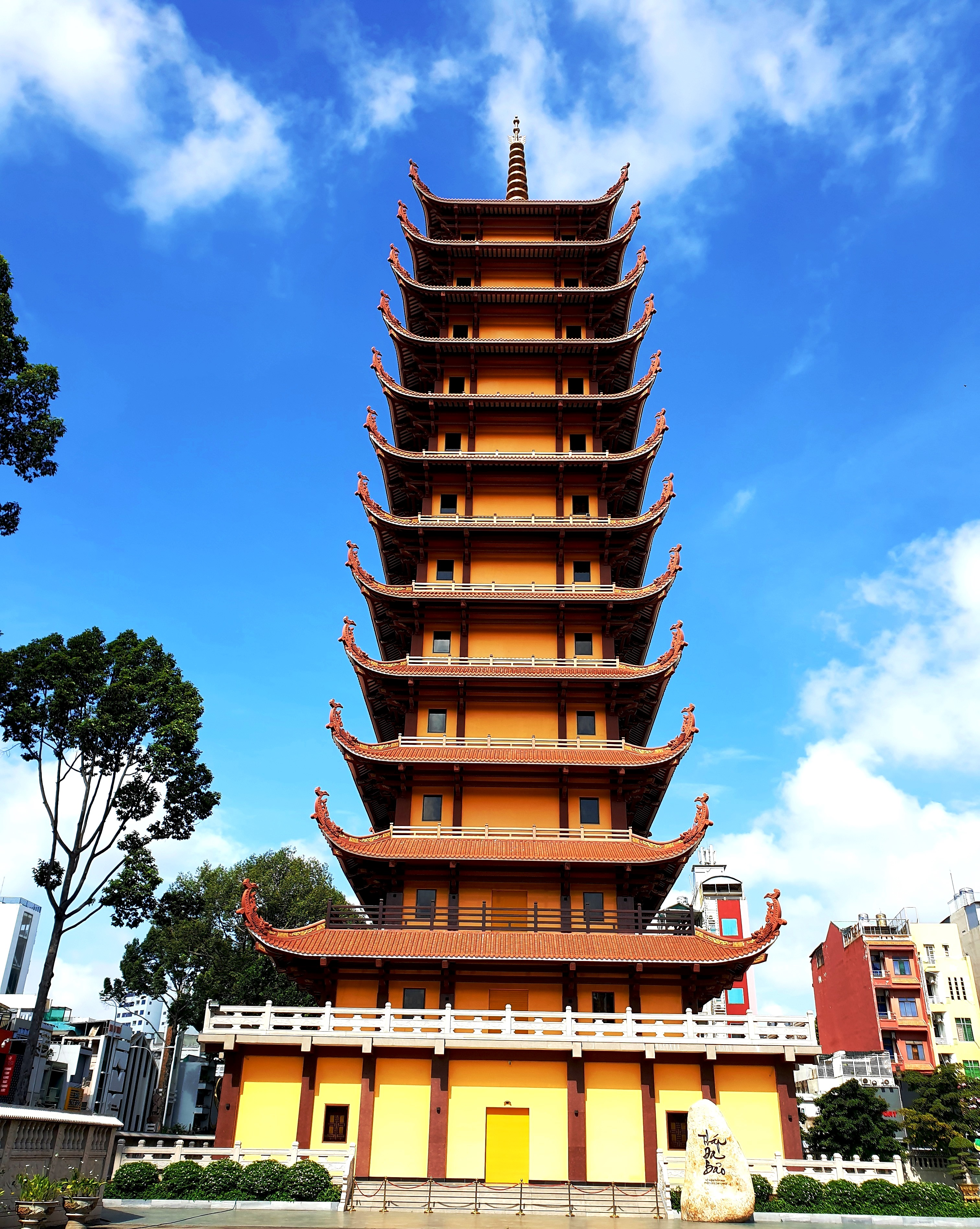
Việt Nam Quốc Tự
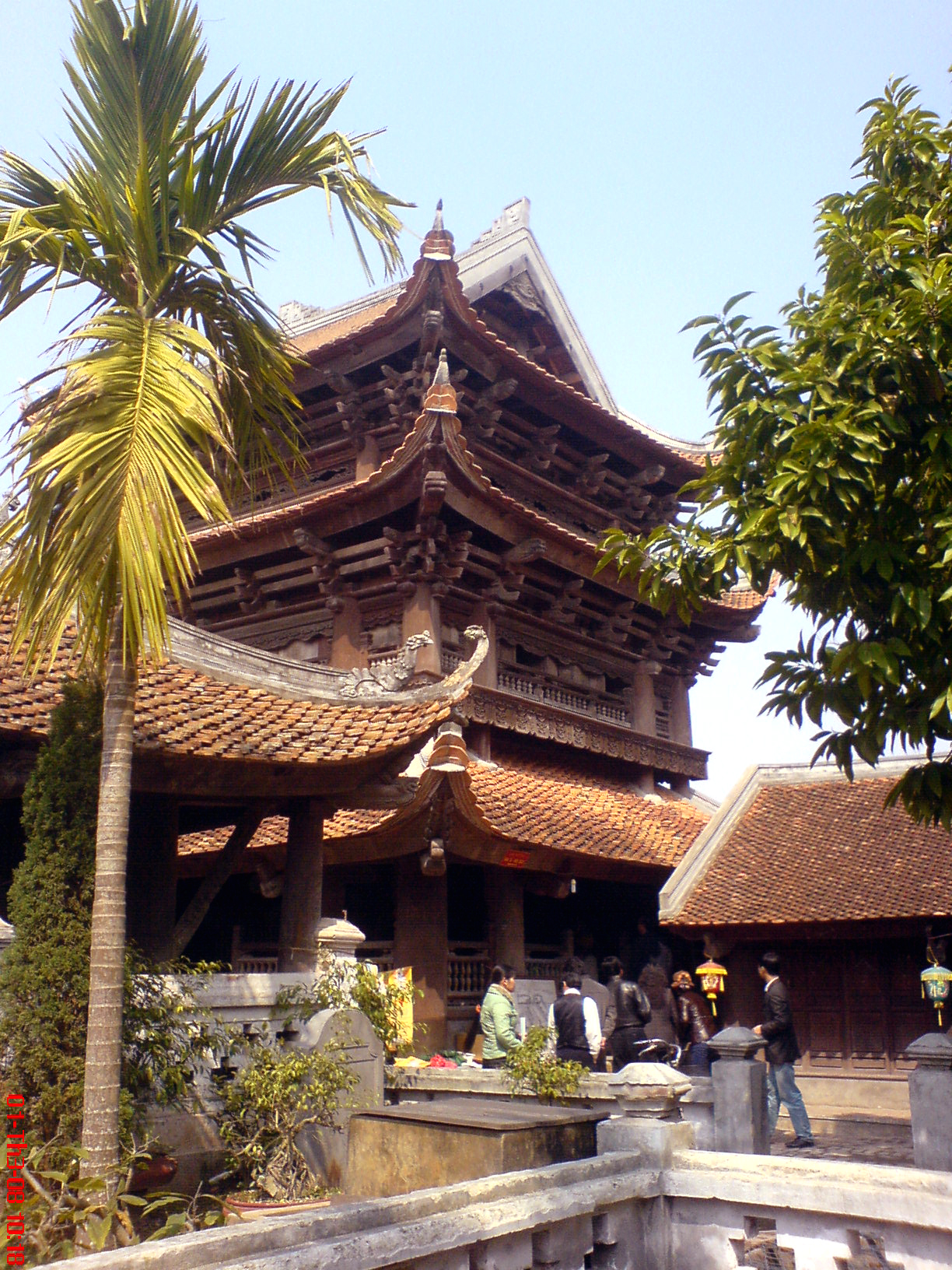
Chùa Keo
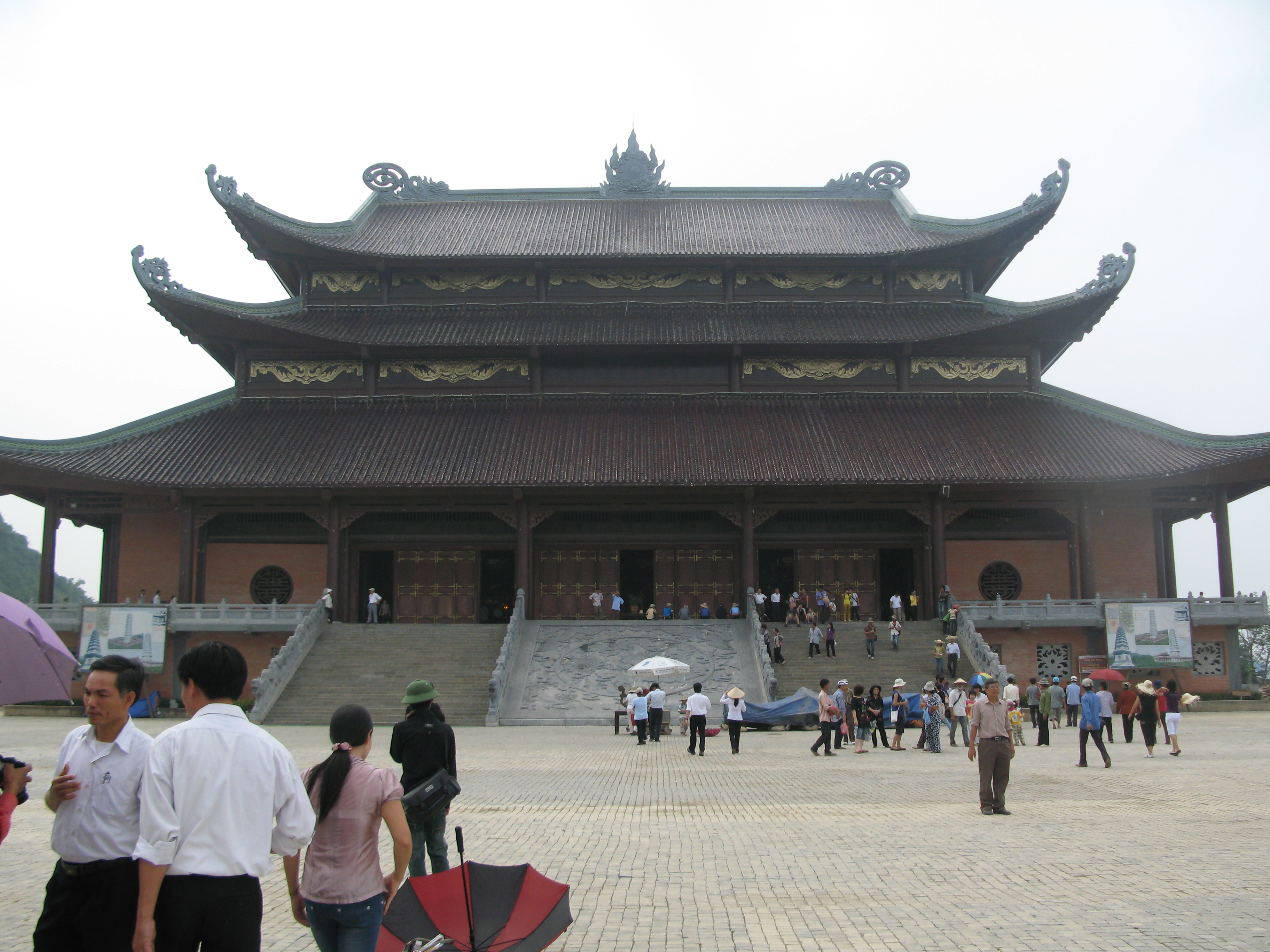
Chùa Bái Đính
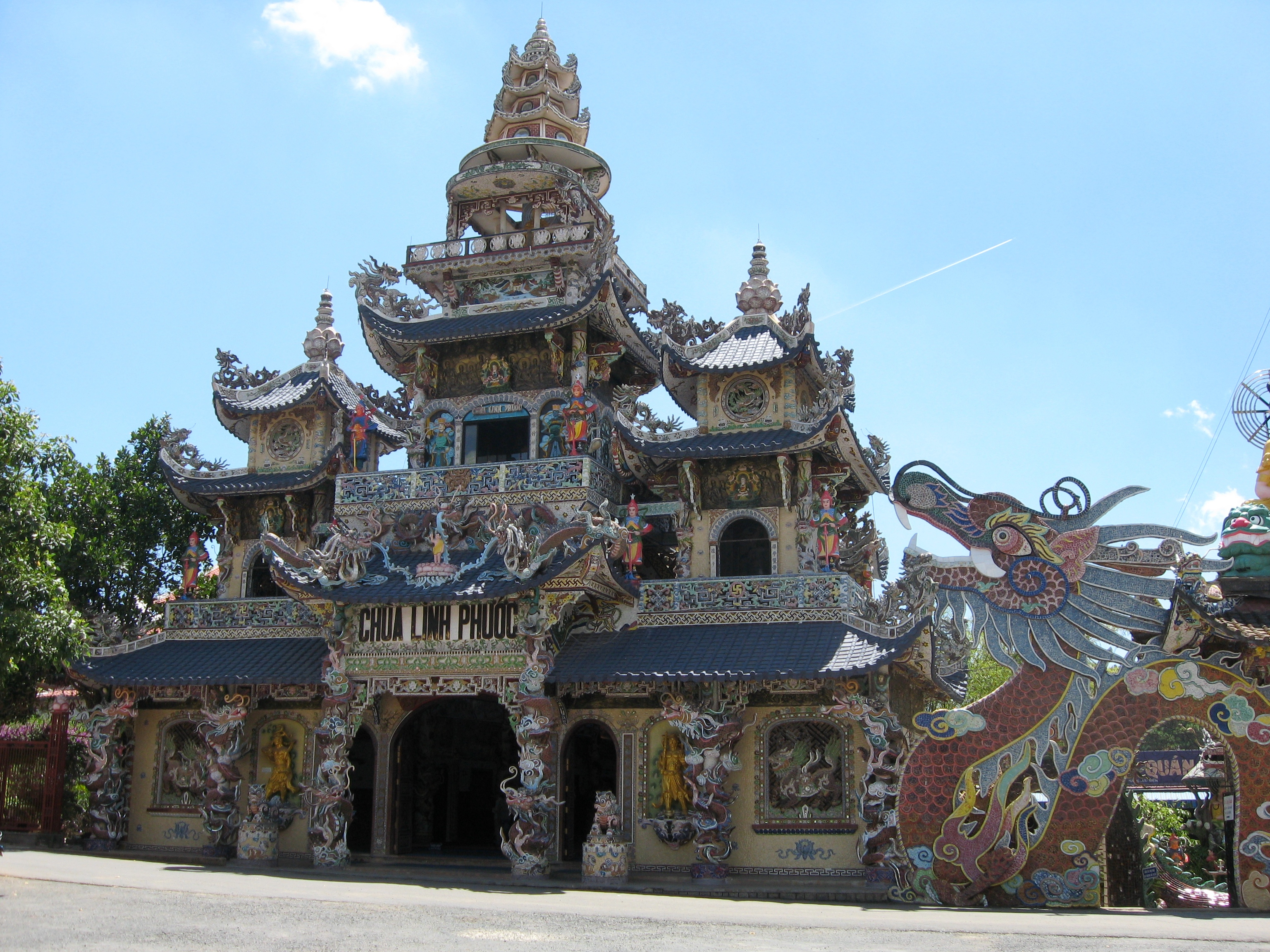
Chùa Linh Phước
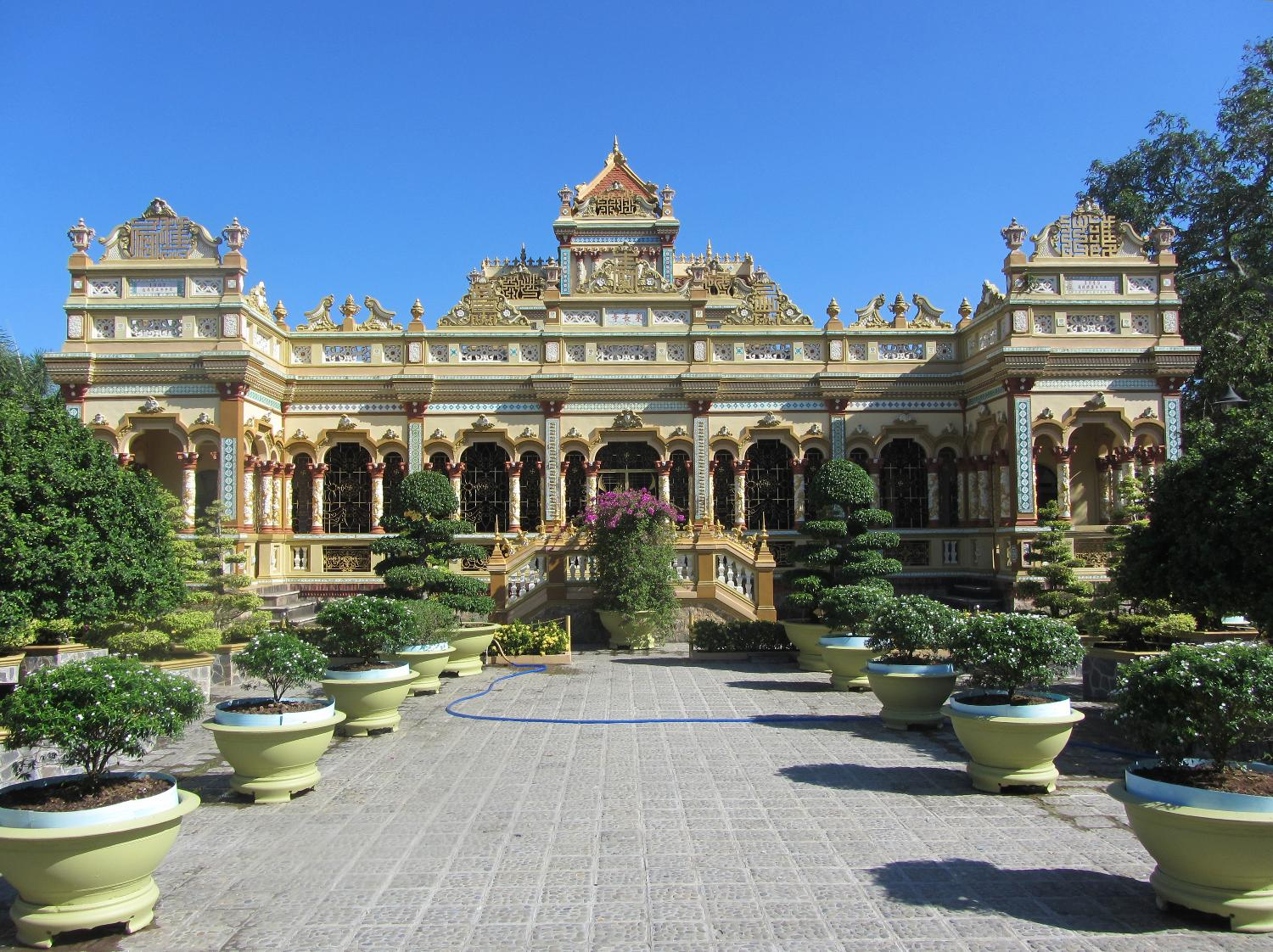
Chùa Vĩnh Tràng
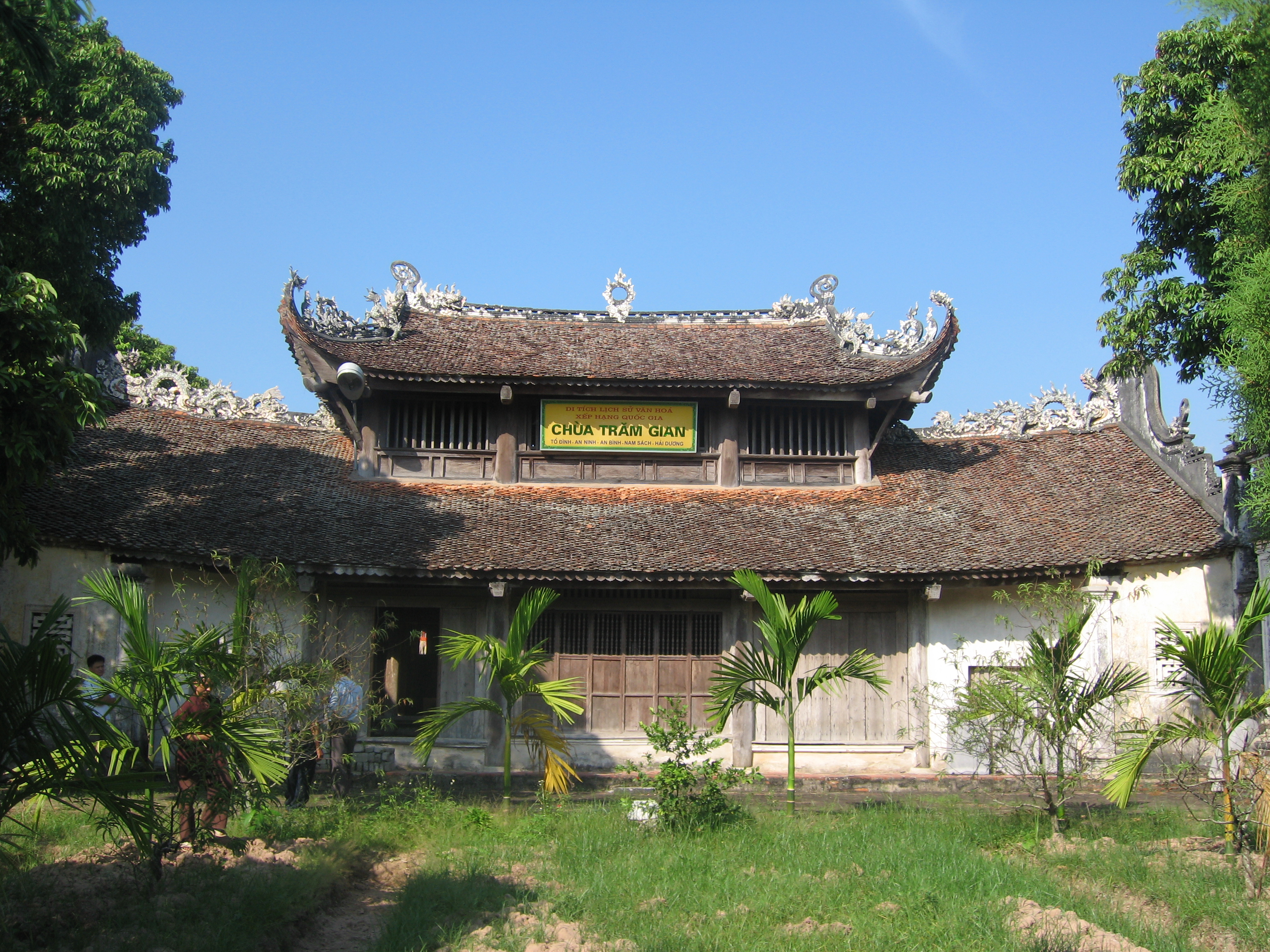
Chùa An Ninh
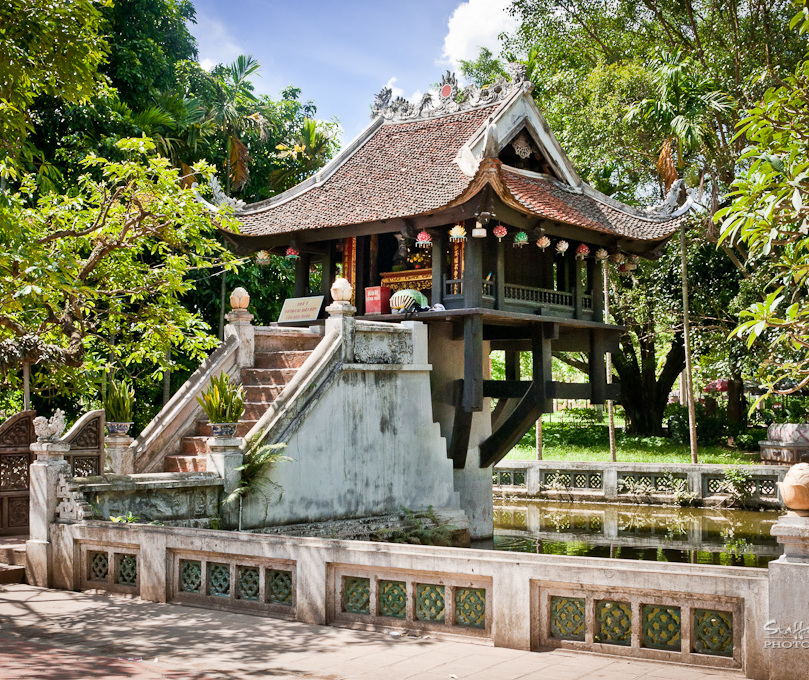
Chùa Một Cột
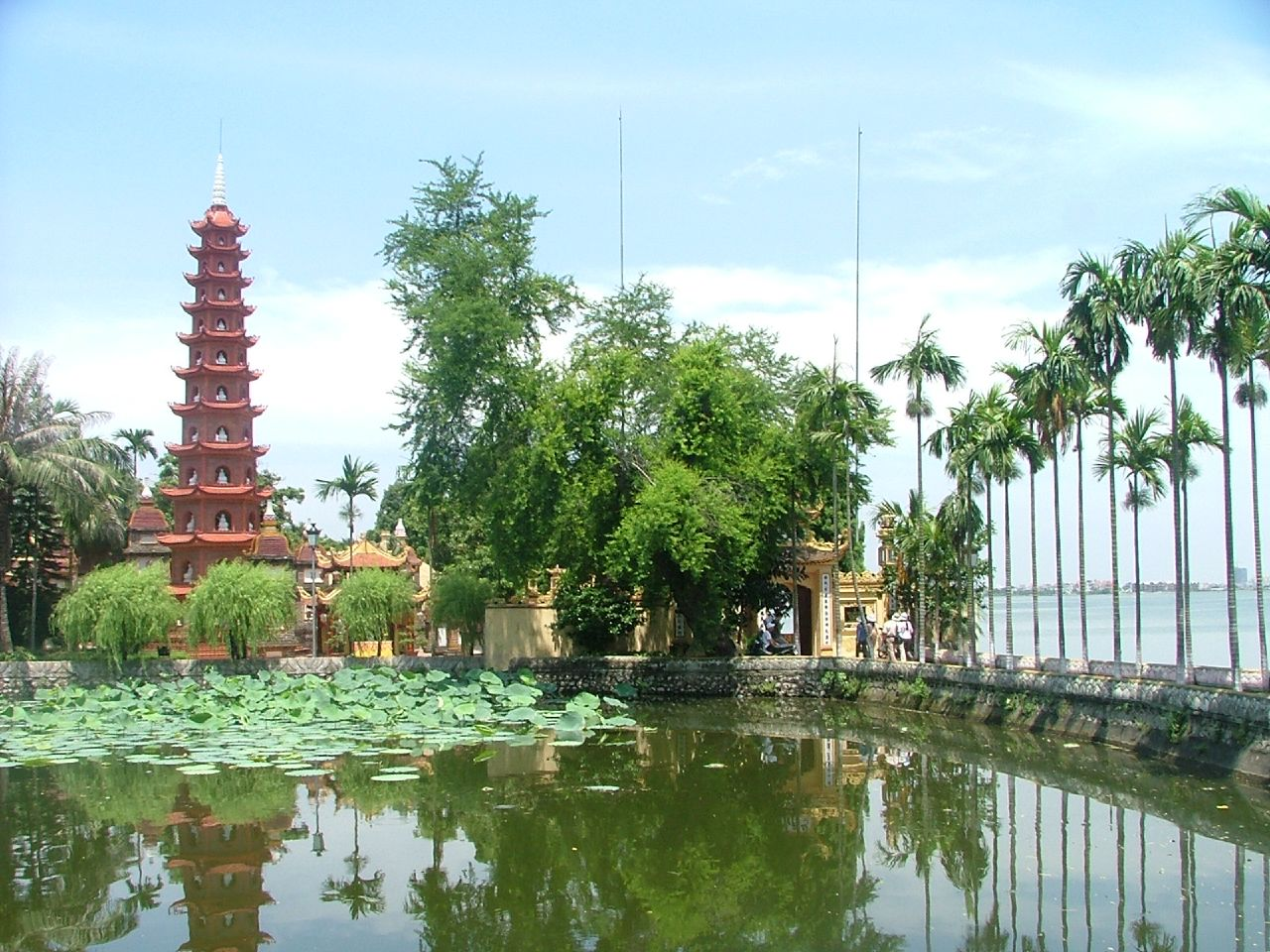
Chùa Trấn Quốc
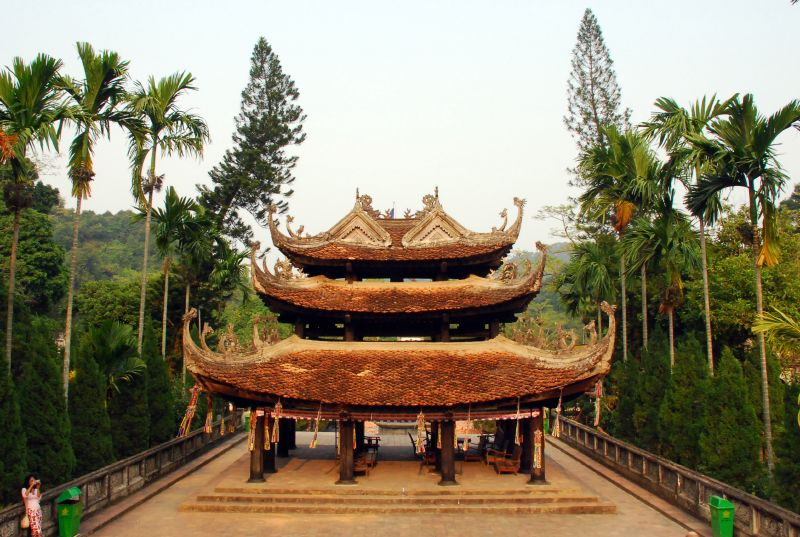
Chùa Hương
Chùa ĐồngChùa Đồng
Chùa Tây PhươngChùa Tây Phương
Sắc Tứ tổ đình Thiên Ấn